# Floresta Nacional Açungui
A Floresta Nacional Assungui possui uma área de 728,78 hectares abrangendo parte do município de Campo Largo. Destaca-se por se tratar de uma floresta de Araucárias.
O principal objetivo da unidade é o uso múltiplo sustentável dos recursos florestais e a pesquisa científica, com ênfase em métodos para exploração sustentável de florestas nativas. Da área total da FLONA 400,18 hectares são povoamentos de A. angustifolia. Estes povoamentos foram plantados nas décadas de 1940 e 1950. O plantio de A. angustifolia na FLONA do Açungui, bem como os demais plantios estabelecidos pelo então Instituto Nacional do Pinho na década de 1940, tinha como objetivo a exploração madeireira para fins comerciais, sendo realizado com adensamento elevado.